# Lee Ye-chan
Đây là một tên người Triều Tiên, họ là Lee.
Lee Ye-chan (tiếng Hàn: 이예찬; sinh ngày 1 tháng 5 năm 1996) là một cầu thủ bóng đá Hàn Quốc thi đấu ở vị trí tiền đạo cho Seoul E-Land.

## Sự nghiệp
Lee Ye-chan has gia nhập câu lạc bộ nghiệp dư FC Pocheon năm 2015.
Anh gia nhập đội bóng ở K League Challenge Goyang Zaicro FC vào tháng 1 năm 2016.